# Роберт Армбрустер
Джон Роберт Соммерс Армбрустер (9 жовтня 1897 — 20 червня 1994) — американський композитор, диригент, піаніст і автор пісень. Він також записував ролики для механічного піаніно під псевдонімами Анрі Бергман, Едвін Габріель, Роберт Ромен і Роберт Саммерс.

## Біографія
Армбрустер народився у Філадельфії, штат Пенсільванія. Вже у віці 8 років дебютував у Філадельфії як піаніст з Філадельфійським оркестром.
Після навчання у Костянтина Штернберга, емігранта з Російської імперії, він став концертуючим піаністом, потім почав займатися диригуванням і композитором для радіо, потім телебачення та кіно.
У підлітковому віці він почав записувати ролики для механічного фортепіано компанії Aeolian Company Duo-Art і створив для них записи сотні класичних і салонних мелодій. Також виступав як диригент оркестра.
У 1948 році Армбрустер був призначений музичним керівником, диригентом і сольним піаністом програми Kraft Music Hall з Нельсоном Едді в головній ролі. Прекрасний піаніст, він кожного тижня виступав із класичними фортепіанними соло. У програмі був чудовий оркестр із близько 35 осіб. Постійними аранжувальниками були Біллі Мей і Нельсон Реддл.
У 1960-х роках Армбрустер очолював музичний відділ MGM Studios.
Помер у Санта-Моніці, штат Каліфорнія, 20 червня 1994 року у віці 97 років